# Vaejovis rossmani
Espèce
Vaejovis rossmani est une espèce de scorpions de la famille des Vaejovidae.

## Distribution
Cette espèce est endémique du Mexique. Elle se rencontre au Nuevo León et au Tamaulipas.

## Description
Vaejovis rossmani mesure de 17 à 26 mm.

## Étymologie
Cette espèce est nommée en l'honneur de Douglas Athon Rossman.

## Publication originale
- Sissom, 1989 : « Systematic studies on Vaejovis granulatus Pocock and Vaejovis pusillus Pocock, with descriptions of six new related species (Scorpiones, Vaejovidae). » Revue Arachnologique, vol. 8, no 9, p. 131-157.